# Cinnamomum
Cinnamomum este un gen ce cuprinde arbori și arbuști sempervirescenți, din familia Lauraceae. Speciile de plante din acest gen prezintă frunze și scoarțe care au un conținut ridicat de uleiuri volatile aromatice. Genul conține aproximativ 300 de specii, răspândite în zonele tropicale și subtropicale din America de Nord, America Centrală, America de Sud, Asia, Oceania și Australia.